# ایوان دیموف
ایوان دیموف (به لاتین: Ivan Dimov) یک منطقهٔ مسکونی در بلغارستان است که در تریاونا واقع شده‌است.